# 五千石村 (新潟県)
五千石村（ごせんごくむら）は、かつて新潟県三島郡にあった村。

## 沿革
- 1889年（明治22年）4月1日 - 町村制施行に伴い三島郡五千石村、野中才村、下中条村が合併し、五千石村が発足。
- 1901年（明治34年）11月1日 - 三島郡善高村、下桐原村、本与板村（一部）と合併し、大河津村となり消滅。
- 1957年（昭和32年）7月5日 - 大河津村が三分割された際、旧村域が次のとおり隣接自治体に編入された。
  - 大字下中条 → 三島郡寺泊町
  - 大字野中才・五千石 → 西蒲原郡分水町